# Afogamento (xadrez)
|   | a                                               | b                                               | c                                               | d                                               | e                                               | f                                               | g                                               | h                                               |   |
| 8 | h8 preto rei · f7 branco rei · g6 branco rainha | h8 preto rei · f7 branco rei · g6 branco rainha | h8 preto rei · f7 branco rei · g6 branco rainha | h8 preto rei · f7 branco rei · g6 branco rainha | h8 preto rei · f7 branco rei · g6 branco rainha | h8 preto rei · f7 branco rei · g6 branco rainha | h8 preto rei · f7 branco rei · g6 branco rainha | h8 preto rei · f7 branco rei · g6 branco rainha | 8 |
| 7 | h8 preto rei · f7 branco rei · g6 branco rainha | h8 preto rei · f7 branco rei · g6 branco rainha | h8 preto rei · f7 branco rei · g6 branco rainha | h8 preto rei · f7 branco rei · g6 branco rainha | h8 preto rei · f7 branco rei · g6 branco rainha | h8 preto rei · f7 branco rei · g6 branco rainha | h8 preto rei · f7 branco rei · g6 branco rainha | h8 preto rei · f7 branco rei · g6 branco rainha | 7 |
| 6 | h8 preto rei · f7 branco rei · g6 branco rainha | h8 preto rei · f7 branco rei · g6 branco rainha | h8 preto rei · f7 branco rei · g6 branco rainha | h8 preto rei · f7 branco rei · g6 branco rainha | h8 preto rei · f7 branco rei · g6 branco rainha | h8 preto rei · f7 branco rei · g6 branco rainha | h8 preto rei · f7 branco rei · g6 branco rainha | h8 preto rei · f7 branco rei · g6 branco rainha | 6 |
| 5 | h8 preto rei · f7 branco rei · g6 branco rainha | h8 preto rei · f7 branco rei · g6 branco rainha | h8 preto rei · f7 branco rei · g6 branco rainha | h8 preto rei · f7 branco rei · g6 branco rainha | h8 preto rei · f7 branco rei · g6 branco rainha | h8 preto rei · f7 branco rei · g6 branco rainha | h8 preto rei · f7 branco rei · g6 branco rainha | h8 preto rei · f7 branco rei · g6 branco rainha | 5 |
| 4 | h8 preto rei · f7 branco rei · g6 branco rainha | h8 preto rei · f7 branco rei · g6 branco rainha | h8 preto rei · f7 branco rei · g6 branco rainha | h8 preto rei · f7 branco rei · g6 branco rainha | h8 preto rei · f7 branco rei · g6 branco rainha | h8 preto rei · f7 branco rei · g6 branco rainha | h8 preto rei · f7 branco rei · g6 branco rainha | h8 preto rei · f7 branco rei · g6 branco rainha | 4 |
| 3 | h8 preto rei · f7 branco rei · g6 branco rainha | h8 preto rei · f7 branco rei · g6 branco rainha | h8 preto rei · f7 branco rei · g6 branco rainha | h8 preto rei · f7 branco rei · g6 branco rainha | h8 preto rei · f7 branco rei · g6 branco rainha | h8 preto rei · f7 branco rei · g6 branco rainha | h8 preto rei · f7 branco rei · g6 branco rainha | h8 preto rei · f7 branco rei · g6 branco rainha | 3 |
| 2 | h8 preto rei · f7 branco rei · g6 branco rainha | h8 preto rei · f7 branco rei · g6 branco rainha | h8 preto rei · f7 branco rei · g6 branco rainha | h8 preto rei · f7 branco rei · g6 branco rainha | h8 preto rei · f7 branco rei · g6 branco rainha | h8 preto rei · f7 branco rei · g6 branco rainha | h8 preto rei · f7 branco rei · g6 branco rainha | h8 preto rei · f7 branco rei · g6 branco rainha | 2 |
| 1 | h8 preto rei · f7 branco rei · g6 branco rainha | h8 preto rei · f7 branco rei · g6 branco rainha | h8 preto rei · f7 branco rei · g6 branco rainha | h8 preto rei · f7 branco rei · g6 branco rainha | h8 preto rei · f7 branco rei · g6 branco rainha | h8 preto rei · f7 branco rei · g6 branco rainha | h8 preto rei · f7 branco rei · g6 branco rainha | h8 preto rei · f7 branco rei · g6 branco rainha | 1 |
|   | a                                               | b                                               | c                                               | d                                               | e                                               | f                                               | g                                               | h                                               |   |

O Rei afogado ou empate por afogamento é uma situação no xadrez onde o enxadrista tem a vez de jogar, não está em xeque, mas não tem movimentos válidos. O afogamento termina o jogo com um empate e está disposto nas leis do xadrez.
Durante a fase final da partida, o afogamento é um recurso que pode ser utilizado pelo enxadrista numa posição inferior para empatar o jogo. Em posições complicadas, o afogamento é muito raro, normalmente tomando a forma de uma armadilha que é bem-sucedida apenas se o lado com a posição superior não estiver atento. O afogamento também é um tema comum em estudos de finais e outros problemas de xadrez.
O resultado do afogamento como um empate foi padronizado no século XIX. Antes disso era tratado de várias formas incluindo uma vitória para o enxadrista afogar seu Rei, uma meia-vitória, derrota e até não sendo permitido; resultando no enxadrista afogado perdendo a vez de jogar.
Algumas variantes regionais do xadrez não permitem ao enxadrista executar um movimento de afogamento e em diferentes versões como o xadrez suicida o afogamento pode ser ou não tratado como um empate.

## História da regra do afogamento
A regra do afogamento tem uma história contorcida no xadrez. Embora atualmente seja universalmente reconhecido como um empate, por muito tempo na história do jogo este não foi o caso. Nos antecessores do xadrez moderno, como o Xatranje, o afogamento era uma vitória para o lado que o administrou. Esta prática persistiu no xadrez jogado no início do século XV na Espanha. Entretanto, em 1497 Lucena tratou o afogamento como uma forma inferior de vitória, onde em jogos valendo dinheiro valia apenas metade da aposta o que continuou sendo praticado na Espanha até 1600.
A regra na Inglaterra de 1600 a 1800 era que o afogamento era uma derrota para o enxadrista que o executava, uma regra que o eminente historiador H. J. R. Murray acreditou ter sido adotado do xadrez praticado na Rússia. Esta regra desapareceu na Inglaterra depois de 1820, sendo substituída pela francesa e italiana que regravam o afogamento como um empate.
Assumindo que as pretas estão afogadas, através da história afogamento foi tratado de várias formas:
- Vitória das brancas no século X na Arábia[8] e partes da Europa medieval.[9][10]
- Uma meia-vitória para as brancas em jogos apostados, as brancas receberiam metade de aposta (século XVIII na Espanha).[8]
- Uma vitória das pretas no século IX na Índia,[11] no século XVII na Rússia,[12] na planície central da Europa[13] e séculos XVII e XVIII na Inglaterra[14][nota 1] Esta regra continuou sendo publicada em Hoyle's Games Improved em 1866.[15][nota 2]